# Овнатанян, Агафон Мкртумович
Агафон Мкртумович Овнатанян или Авнатанов (1816—1893) — российский армянский живописец и гравер.

## Биография
Родился  в 1816 году в армянской семье потомственных художников. Являлся одним из сыновей  Мкртума Овнатаняна. Профессиональное образование получил в  Академии Художеств, где учился с 1836 по 1843 год.  Жил и работал в Петербурге. Главным образом исполнял литографии с портретов своего брата Акопа Овнатаняна, а также с изображениями скаковых лошадей.

## Память
В 1969 году в Москве была выпущена книга М. Казаряна «Художники Овнатаняны»